# 유경 (성양효왕)
성양효왕 유경(城陽孝王 劉景, ? ~ 기원전 20년)은 중국 전한의 황족 · 제후왕으로, 성양왕이다. 성양대왕 유회의 아들이다.
아버지가 성양대왕 8년(기원전 44년)에 죽자 성양왕을 계승했다. 성양효왕 24년(기원전 20년)에 죽어 아들 성양애왕 유운이 왕위를 계승했다.

## 가계
- 성양대왕 유회
  - 성양효왕 유경
    - 성양애왕 유운
    - 성양왕 유리
    - 도산후 유흠

도산후는 영시 4년(기원전 13년) 5월 무신일에 봉해졌다.